# Ян Скшинецки
Ян Зѝгмунт Скшинѐцки (на полски: Jan Zygmunt Skrzynecki) е полски генерал, участник в Наполеоновите войни, главнокомандващ полските войски по време на Ноемврийското въстание от 1831 година и на белгийската армия през 30-те години на XIX век.

## Биография
Скшинецки получава образование в университет в Лемберг. Записва се като обикновен войник в армията на Варшавското херцогство. Получава офицерски чин за заслуги във войната срещу австрийците през 1809 година. По-късно взема участие в походите на Наполеон, включително в битката при Лайпциг през 1813 година, като батальонен командир. През 1815 постъпва в армията на Кралство Полша. През февруари 1831 година, след избухването на въстанието срещу цар Николай I, е назначен от сейма за главнокомандващ въстаническите войски. Води бойните действия нерешително, търсейки разбирателство с руснаците. Разбит при Остроленка през май, прави опит да реорганизира правителството, но сеймът отказва да му предостави исканите правомощия и през август го лишава от командването под натиска на общественото мнение. Скоро след падането на Варшава Скшинецки емигрира в Австрия, а по-късно в Белгия. Издига се до главнокомандващ на белгийската армия и допринася много за изграждането ѝ. През 1839 е принуден да подаде оставка заради колективния натиск на Русия, Австрия и Прусия върху белгийското правителство. Установява се в Краков, на австрийска територия, където остава до края на живота си.